# Tour d'El Hennaya
Le tour d'El Hennaya ou le minaret de Sidi Yahia, est situé à environ 10 kilomètres de Tlemcen, dans la commune de Hennaya, dans la wilaya de Tlemcen, sur la route qui mène vers Remchi. Son histoire exacte est inconnue ; il est estimé que cet édifice est à la base un minaret d'une ancienne mosquée, tandis que d'autres chercheurs pensent que c'est une tour de garde datant de l'époque médiévale.